# Rame traditionnelle provençale
La rame traditionnelle provençale est un sport nautique pratiqué en Provence, plus particulièrement dans les Bouches-du-Rhône en région Provence-Alpes-Côte d’Azur.
En 2011, la rame traditionnelle provençale est inscrite à l'inventaire du patrimoine culturel immatériel en France

## Historique
La rame provençale tient son origine de la tradition de la pêche maritime traditionnelle typique de la Provence. Autrefois pratiquée avec une barque "mourre de pouar" (museau de porc), c’est aujourd’hui, et depuis le XIXe siècle, la barquette marseillaise qui est utilisée. Le mot "barquette" est utilisé en provençal pour caractériser une petite embarcation. C’est un bateau traditionnel de la Provence. Les autres instruments nécessaires à ce sport de "nage" (contrairement à l’aviron, ce n’est pas le terme "ramer" qui est employé) ainsi que les techniques employées sont également issus de la pratique de la pêche.
Les sports de rame traditionnels ne sont cependant pas restreints à la Provence et de nombreuses autres régions les pratiquent. On recense 3 autres ligues inscrites dans le Championnat national : Alsace, Languedoc-Roussillon, et Rhône-Alpes. Ainsi, afin de permettre la participation de tous aux compétitions, il a été décidé dans les années 2000 d’homogénéiser les règles. Cela permit de lisser les particularismes de chaque contrée et de mettre en place un règlement pour les compétitions. Bien évidemment ces particularismes restent pratiqués, cette homogénéisation ne s’appliquant que dans le cadre des compétitions pour mettre tout le monde sur un pied d’égalité.

## Description
La rame traditionnelle provençale se pratique lors de courses par équipe de 6, féminines, masculines ou mixtes. Les concurrents doivent suivre un circuit fermé le plus rapidement possible, à la "nage". La différence avec l’aviron se fait dans le positionnement des concurrents, et bien sur dans le matériel utilisé.
Les épreuves sont organisées dans le cadre de la Coupe de France, lors du dernier week-end de septembre, et du Championnat national, qui quant à lui se déroule tout au long du premier semestre de l’année. Il est structuré en 4 compétitions présentant des parcours différents.